# 傅师荣
傅师荣（1926年8月—1991年6月18日），男，直隶（今河北）阳原人，中国矿山安全专家，教授级高级工程师，曾任劳动人事部矿山安全监察局局长，第五届全国人大代表，第六、七届全国政协委员。